# San Cristóbal Huichochitlán
San Cristóbal Huichochitlán es una comunidad perteneciente al municipio de Toluca, en el Estado de México. 
Es considerado un grupo indígena otomí, pues es un pueblo que ha heredado tradiciones y costumbres las cuales se expresan a través de sus fiestas religiosas, populares, su indumentaria, gastronomía, vivienda, organización social, medicina, tradición oral y artesanías. Cabe destacar que uno de los aspectos que han distingido a San Cristóbal Huichochitlán, ha sido su persistencia ante los cambios sociales del municipio de Toluca, ello se ve reflejado en la conservación de éstas expresiones y lo que ha caracterizado a este lugar es su lengua; el otomí, ha sido uno de los pilares de su riqueza cultural.

## Historia

### Época prehispánica
En San Cristóbal Huichochitlán vive el
A los valles de Toluca y México se le conoce como altiplano mexicano, donde se encuentra localizado el Estado de México. Allí, diversos grupos de pueblos se extendieron, formando centros culturales importantes como: Texcoco, Chalco, Atzcapotzalco, Tenochtitlán y otros.
Horacio Zuñiga afirma que los otomíes fueron los primeros en llegar al valle de Toluca en tanto Orosco y Berra nos dicen que por el año 648 los Mazahuas y Matlatzincas ocuparon el mismo valle donde se encontraron con los otomíes-chichimecas, término que se le dio a los pueblos no civilizados o que no hablaban el náhuatl

### Fundación del pueblo
No se han encontrado documentos que indiquen exactamente la fecha del asentamiento humano. Las tierras donde ahora se encuentra localizado pertenecieron a la hacienda de San Juan de la Cruz, los indígenas que trabajaron como peones formando al pueblo, y se tiene noticia de la existencia de un mapa en tela de fecha 1626 el cual no se pudo corroborar.
La ubicación política de San Cristóbal Huichochitlán hacia 1698 corresponde al corregimiento de Toluca, que estaba formada por la cabecera de San José de Toluca. Contaba con 21 localidades. San Cristóbal permaneció como pueblo sujeto a San Pablo Autopan conocido como cabecera de los otomíes, de quien se liberó hasta 1775. Pero seguramente, se erigió como pueblo independiente hasta 1729 y se le conoce como San Cristóbal, agregando ocasionalmente, parcialidad de los otomíes.

## Toponimia
La palabra Huichochitlán proviene de un vocablo náhuatl del cual huichochi (huisache) y tlan (lugar). Por lo tanto se puede traducir "lugar entre huisaches". El nombre se origina debido a la abundancia de arbustos espinudos llamados "huisaches", de ahí que se le denominará así a la comunidad.
Por otra parte, Huicxachitlán fue el término más usado por los otomíes para identificar a su lugar de origen durante la época prehispánica. Éste se ha conservado aunque con algunas modificaciones en su escritura y pronunciación.
Después de la conquista militar, la conquista espiritual se llevó a cabo por los misioneros fransiscanos, quienes antepusieron al nombre original indígena, el nombre de un santo, en este caso; San Cristóbal. El nombre Cristóbal significa: Portador de Cristo.
Desde la época colonial, estas dos denominaciones (tanto la prehispánica, como la cristiana) forman el nombre del pueblo: San Cristóbal Huichochitlán
El 4 de diciembre de 1986, en sesión de Cabildo, se acordó aumentar a todas las delegaciones del municipio de Toluca, otro nombre en reconocimiento a los héroes nacionales. Uno de los personajes célebres con que se identifica a la población por su espíritu agrarista y que fue retomado a petición de los propios delegados, fue el caudillo Emiliano Zapata. De ahí que oficialmente el nombre de esta comunidad es desde 1986: San Cristóbal Huichochitlán de Emiliano Zapata

## Objeto cultural de San Cristóbal Huichochitlán
Placa expuesta en la parte exterior de la delegación de San Cristóbal Huichochitlán.
Expuesta en el mes de marzo de 1984 por el escultor Adolfo Villa González.
Escultor, políglota y catedrático universitario. Nació en Atlapulco el 21 de septiembre de 1921, murió en Toluca el 24 de junio de 1986. Sus principales obras son: el Cristo y los 12 apóstoles del templo de la Purísima Concepción (Monterrey, NL), bustos de Isidro Fabela, la estatua monumental de Adolfo López Mateos (cerro de Coatepec de Toluca), el Cristo de la basílica de la Natividad (Israel), escultura del guerrero Lagartija Negra del Centro Ceremonial Otomí (Temoaya, Méx.), los topónimos de los pueblos de Toluca, Cristo de la sala Capitular de la Catedral de Cuernavaca, Mor. Las escuelas preparatoria de Ocoyoacac y primaria de Santa María Jajalpa, Tenango del Valle, Méx. llevan su nombre.

## Ubicación geográfica

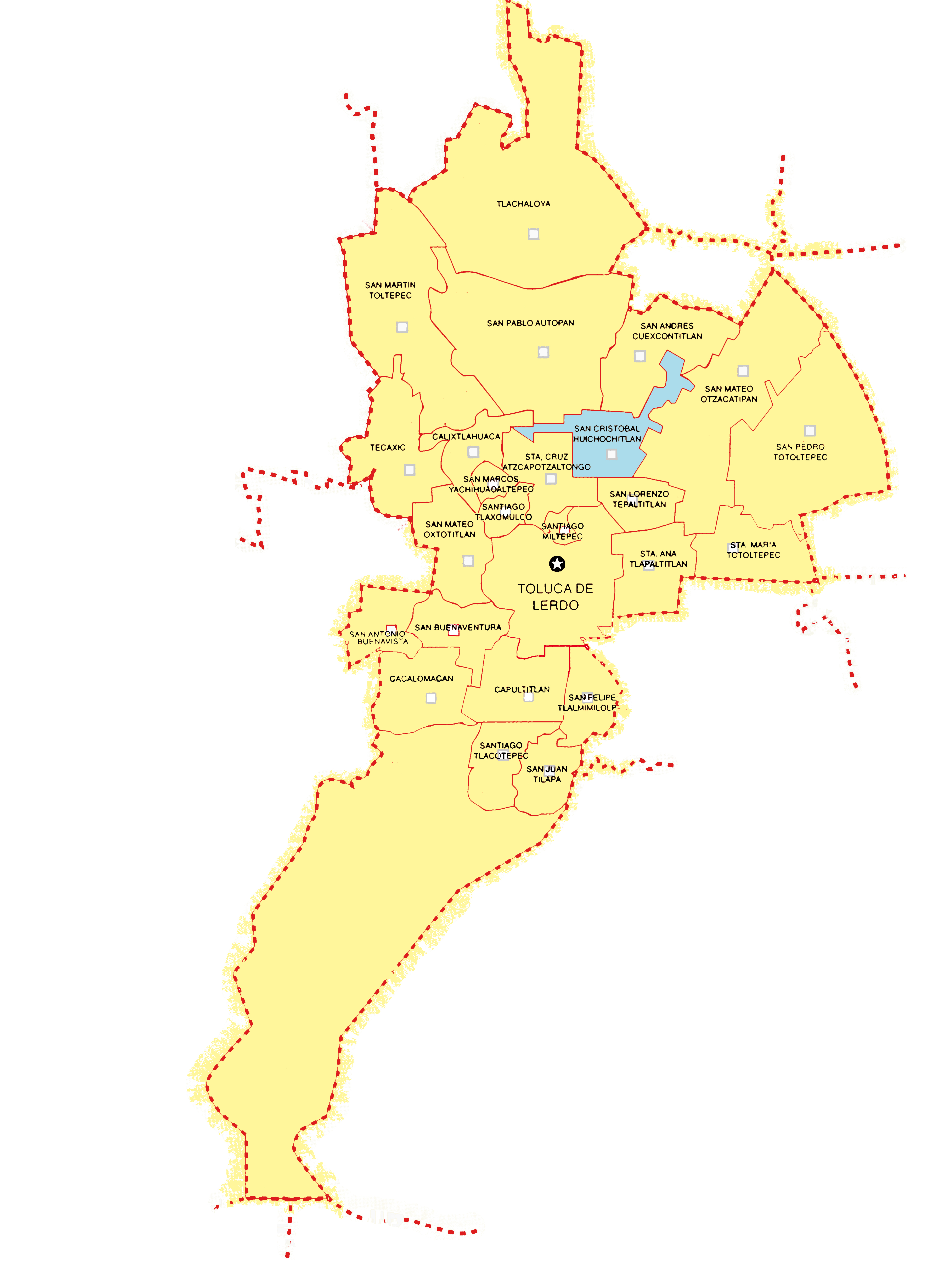
Delegación de San Cristóbal Huichochitlan, Toluca.

San Cristóbal Huichochitlán se localiza al noroccidente del municipio de Toluca. Sus coordenadas son: 19°20′16″ de latitud norte y 99°38′44″ de longitud este, del meridiano de Greenwich. La localidad se encuentra a 2,680 metros de altura sobre el nivel del mar.
Limita al norte con San Ándres Cuexcontitlán y San Pablo Autopan. Al sur con San Lorenzo Tepaltilán y Santiago Miltepec. Al este con San Mateo Otzacatipan y al oeste con Santa Cruz Atzcapotzaltongo y Calixtlahuaca.

## División política
La delegación se divide en CUATRO barrios y respectivas capillas
1. Barrio El Salvador     con la capilla de Cristo Salvador
2. Barrio San Gabriel     con la capilla de la Cruz Blanca y la capilla del ojo de agua
3. Barrio La Trinidad     con la capilla de san jose guadalupe
4. Barrio La Concepción   con la capilla de juan XXIII

## Organización económica
Dentro de las principales actividades económicas del lugar se encuentra la agricultura, la actividad artesanal y los talleres textiles, que trabajan a marchas forzadas para surtir el mercado de la temporada invernal con productos como guantes, bufandas, bonetes pasamontañas y demás prendas. También existen otro tipo de empleos que permiten a los habitantes obtener ingresos, se emplean como albañiles, obreros, estibadores de la central de abastos de Toluca, comerciantes de verdura, comerciantes de tortillas hechas a mano, vendedores ambulantes, entre otros. también se caracteriza por su comercio de peluches y sombreros

## Artesanías
Hasta hace algunos años gran parte de la población se dedicaba a tejer palma que provenía de diferentes lugares como Michoacán, Santa Cruz y Aguaca. El origen de esta actividad remonta hacia 1900, cuando una persona de San Francisco del Rincón se encontraba en la cárcel de la penitenciaría de Toluca, junto con otros cinco habitantes de San Cristóbal Huichochitlán, ahí aprendieron a tejer y al salir de la cárcel continuaron el oficio para manteners; así se extendió la tradición por toda la comunidad.
Los habitantes poco a poco fueron creando varias formas y figuras: sombreros, tapetes, máscaras de carnaval, sombreros de copa chica, de hongo, charros, bolsas, tortilleros y otras tantas más bellas creaciones populares.
El producto, ahora se comercializa en toda la República Mexicana en los caravales de Vercruz, Mazatlán y Mérida.
Actualmente la delegación  de San Cristóbal Huichochitlán también es distinguido por el gran comercio que se desarrolla en la venta de guantes, gorras, bufandas y gran variedad de Peluches.
Hoy en día el comercio que existe se mantiene según la temporada que exista en el momento desde invernal, navideña, primavera, verano y fiestas patrias y cuaresma que es la venta mayor en sombreros de palma y gorras principalmente. 
Una modalidad es el tejido de plástico de colores que, aunque, resulta más caro también es más duradero, diversidad de sombreros para fiestas patrias, tapetes, bolsas, campanas y figuritas de adorno todos en vivos colores y bellamente trabajados.